# Boeing KC-767
Boeing KC-767 je vojenský tankovací a transportní letoun vyvinutý z typu Boeing 767-200ER. Poté, co byl tanker americkým letectvem vybrán jako náhrada starších KC-135E obdržel označení KC-767A. V prosinci 2003 byla smlouva zmrazena a později zrušena kvůli nařčení z korupce.
Letoun byl vyvinut pro italské a japonské letectvo, která si objednala po čtyřech strojích. Financování vývoje letounu bylo z velké části hrazeno Boeingem v naději, že obdrží velké zakázky od amerického letectva. Upravený Boeing KC-767 pro americké letectvo byl v únoru 2011 zvolen pro program KC-X pod označením KC-46.

## Specifikace (KC-767A)

### Technické údaje
- Posádka: 3 (pilot, druhý pilot a obsluha tankovacího zařízení)
- Kapacita: Do 200 cestujících nebo 19 palet 463L
- Max. kapacita paliva: 72 877 kg
- Rozpětí: 47,6 m
- Délka: 48,5 m
- Výška: 15,8 m
- Prázdná hmotnost: 82 377 kg
- Max. vzletová hmotnost : 186 880 kg
- Pohonná jednotka: 2× dvouproudový motor GE CF6-80C2 každý o tahu 268 kN

### Výkony
- Maximální rychlost: 915 km/h
- Cestovní rychlost: 851 km/h
- Dolet: 12 200 km, globální s tankováním za letu[1]
- Dostup: 12 200 m